# Tumor carcinoide de pulmão
Um tumor carcinoide pulmonar típico é uma massa tumoral maligno localizada no pulmão, com maior frequência nas vias aéreas centrais.

## Sintomas
O tumor carcinoide se apresenta, geralmente, com tosse ou hemoptise. Sintomas que podem ser confundidos com um câncer de pulmão.

## Diagnóstico
O diagnóstico definitivo é alcançado por um exame microscópico, após excisão. Os tumores carcinoides típicos apresentam células com cromatina pontilhada e uma quantidade moderada de citoplasma. Eles realizam menos mitoses e têm uma baixa necrose. Por definição, eles sã0 maiores do que 4 mm em sua maior dimensão.
O diagnóstico diferencial do tumor carcinoide pulmonar típico inclui: tumor carcinoide pulmonar atípico, tumorlet e adenocarcinoma de pulmão.

## Tratamento
Os carcinoides típicos são, geralmente, tratados com excisão cirúrgica.